# Karmacoma
«Karmacoma» — песня британского трип-хоп-коллектива Massive Attack, выпущенная третьим и финальным синглом из их второго альбома Protection 20 марта 1995 года. В композиции содержатся вокальные рэп-партии участников группы — 3D и Tricky. Tricky также записал свою собственную версию «Karmacoma» под названием «Overcome» для своего дебютного студийного альбома, Maxinquaye.
Британский журнал New Musical Express включил данную композицию в свой список «500 величайших песен всех времён», разместив её в нём на 331-й позиции.
Massive Attack также записали вторую версию песни (совместно с Tricky) под названием «Fake the Aroma» для альбома-сборника The Help Album, продажи которого пошли благотворительной организации War Child.

## Семплы
Мелодичный рефрен (на 0:54) взят из оперы «Князь Игорь» русского композитора Александра Бородина.

## Список композиций

### «Karmacoma»
1. «Karmacoma» — 5:21
2. «Karmacoma» (Bumper Ball Dub) — 6:01
3. «Karmacoma» (The Napoli Trip Mix) — 6:10
4. «Karmacoma» (Portishead Experience Mix) — 4:03
5. «Karmacoma» (Ventom Dub Special) — 6:08
6. «Karmacoma» (UNKLE Situation Mix) — 5:42

### «Overcome»
1. «Overcome» (Album Mix) — 3:45 / 4:30
2. «Overcome» (Bungle Mix) — 2:39
3. «Abbaon Fat Tracks» — 5:53
4. «Overcome» (Zippy Mix) — 2:39